# Henschia quadricornis
Henschia quadricornis är en insektsart som beskrevs av Dlabola 1949. Henschia quadricornis ingår i släktet Henschia och familjen dvärgstritar. Inga underarter finns listade i Catalogue of Life.